# Чеченська абетка
Сучасна чеченська абетка (чеч. нохчийн абат) на основі кирилиці з'явилася в 1938 році. Історично для чеченської мови використовували також арабицю та латиницю.

## Хронологія
Найдавніші написи, знайдені на території Чечні, було виконано грузинським письмом, втім немає певності, що це чеченська мова. В історії чеченської писемності виділяють такі етапи:
- з XIX століття до 1925 року — писемність на основі арабського алфавіту;
- 1862-1910-ті роки — писемність на основі кирилиці (паралельно з арабицею);
- 1925-1938 роки — писемність на латинській основі;
- з 1938 року — сучасна писемність на основі кирилиці;
- 1990-ті роки — спроба створення нової писемності на латинській основі.

## Історія

### Арабиця

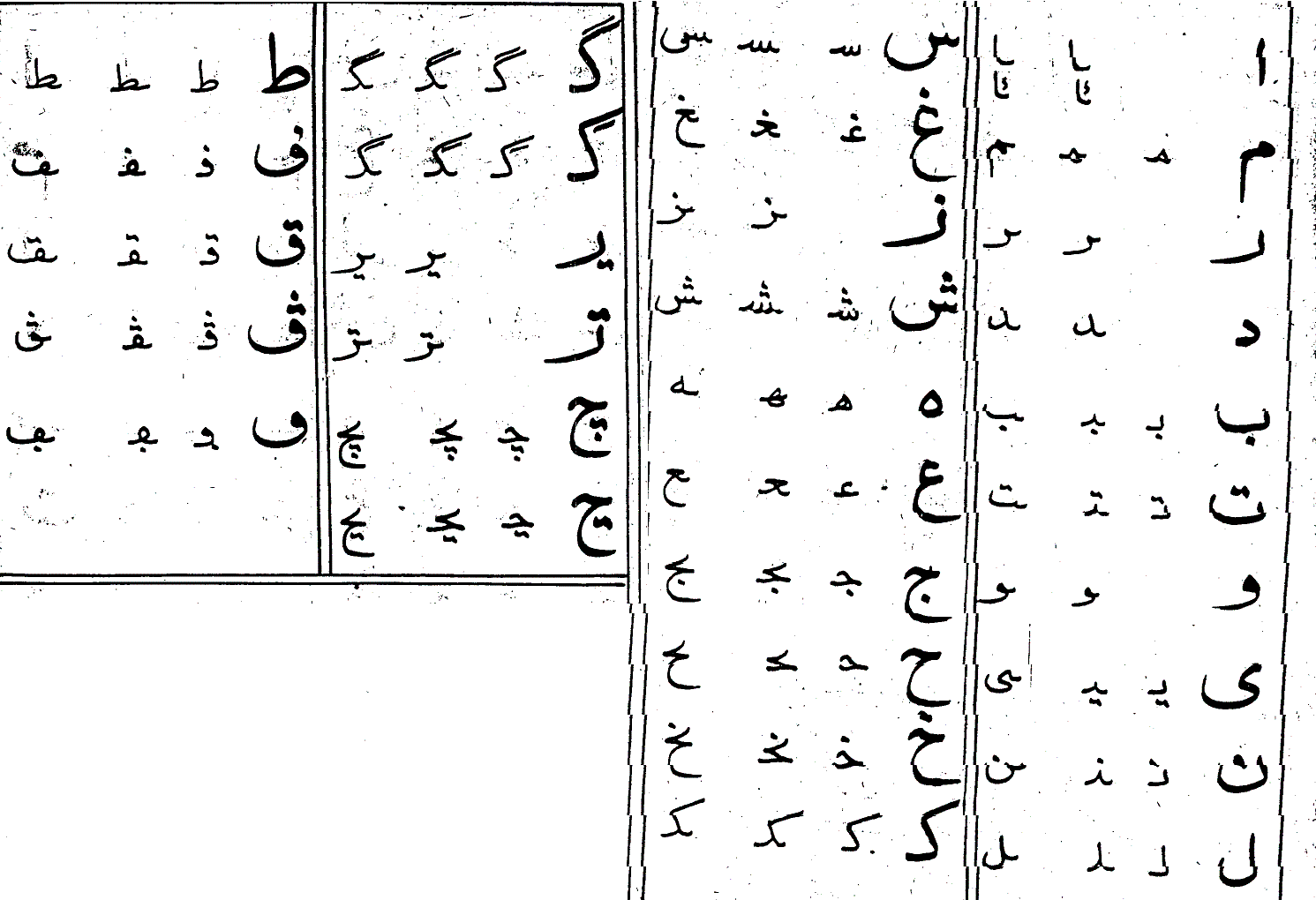
Чеченська абетка на основі арабської з букваря 1925 року

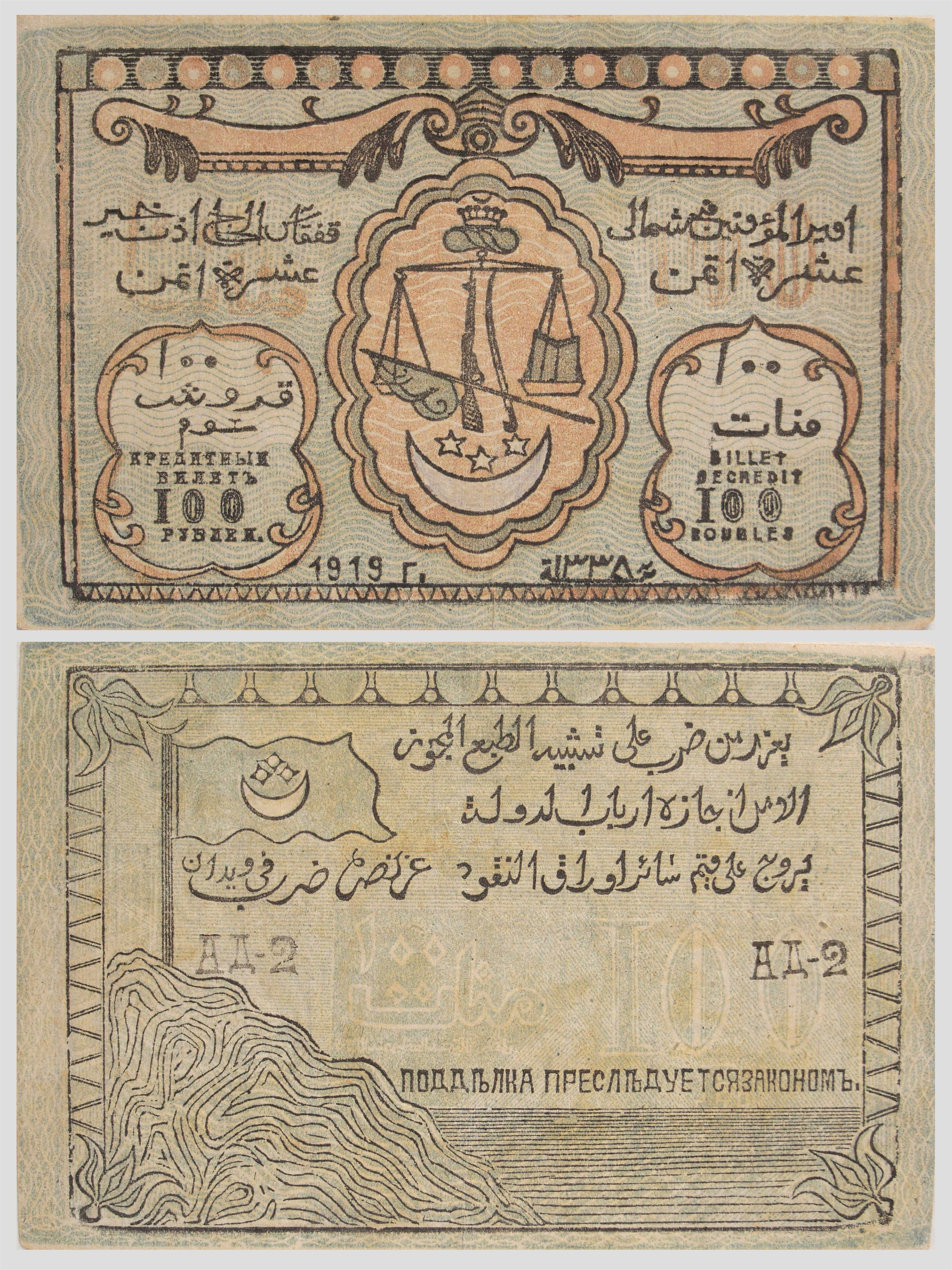
Банкнота Північно-Кавказького емірату

В XVI столітті в Чечню разом із ісламом проникла арабська мова. Під час Кавказької війни було зроблено перші спроби пристосувати арабське письмо до особливостей чеченської фонетики, що було непростою справою через відсутність в арабиці літер для чеченських абруптивів і губних голосних..
Первинно чеченська абетка на основі арабської виглядала ось так:

ي ﻻ ه و ن م ل ك ق ڮ ڤ ف غ ع ظ ط ض ص ش س ز ر ذ د خ ح ج ث ت ب ا 
1910 року Сугаїп Ґайсунов реформував чеченську арабську абетку, наблизивши її до потреб чеченської фонетики. Цією абеткою в типографії Темір-Хан-Шури почали друкувати книги. Ця абетка виглядала ось так:

ڥ ڤ ڭ ڮ ژ چ ي ه و ن م ل ك ق ف غ ع ظ ط ض ص ش س ر ذ د خ ح ج ث ت ب ا . Голосні звуки [а], [е] та [о] позначалися горизонтальною рискою над приголосними.
1920 року було видано буквар за авторством А. Тугаєва та Таштеміра Ельдарханова. Цей буквар містив алфавіт Сугаїпа Ґайсунова з додаванням двох літер — څ для звука [чӀ] та ﭙ (даль з трьома крапками під нею) для звука [цӀ]. Одночасно з абетки було виключено букви ض і ص, що використовувалися тільки в арабських словах.
Нарешті в 1922 році Шагаб Сугаїпов ще раз реформував чеченську арабську абетку, впровадивши в неї знаки на позначення голосних і максимально пристосувавши її для потреб чеченської фонетики. Цю абетку використовували у всіх офіційних сферах (освіта, видавнича справа, документообіг) до 1925 року, хоча окремі статті в газеті «Серлом» друкувалися нею до 1927 року. Останній варіант абетки на арабській графічній основі виглядав так:
| آ  | ب | ﮃ | چ | د  | ه | ف | گ  | ﻫ  | ع |
| اى | ى | ک | ڤ | ل  | م | ن | او̃ | يۇ | ف |
| ر  | س | ش | ت | او | ۇ | و | وو | خ  | ح |
| ذ  | ج | ڥ | ࢰ | غ  | ݗ | ڗ | ط  | ق  |   |

### Перша кирилиця (1862-1910-ті)

Чеченська абетка Услара

Незабаром після приєднання Чечні до Російської імперії вивченням чеченської мови зайнявся барон Петро Услар. Він уклав першу граматику чеченської мови, а в 1862 році разом зі своїм помічником Кеді Досовим склав перший чеченський буквар «нахчујн ђуж ду һара». Абетка цього видання базувалася на кириличній основі, але також містила кілька латинських і грузинських букв. У 1866 році цією абеткою вийшов ще один буквар за авторством Івана Бартоломея.
Абетка Услара була добре пристосована до потреб чеченської фонетики і використовувалася у світських школах Чечні, яких, однак, в той час було дуже мало.
У 1908 році вчитель Ташдемір Ельдарханов уклав, а в 1911 році видав новий чеченський буквар: «Чеченська азбука і перша книга для читання». У цьому виданні він використовував абетку Услара, до якої було внесено кілька змін. Так, він виключив з алфавіту букву ђ, а грузинські літери წ і ჭ замінив на ц і ч відповідно.

### Перша латинка (1925-1938)

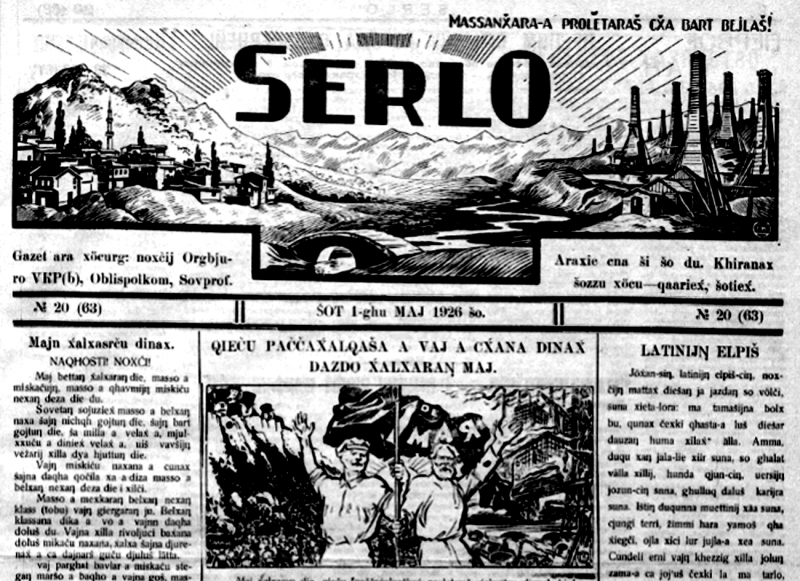
Чеченська радянська газета "Serlo" (Світло), надрукована чеченською латинкою часів коренізації.

На початку 1920-х років у СРСР розгорнулася кампанія латинізації писемностей. Уже в 1920 році на I з'їзді гірських освітян в П'ятигорську було запропоновано проєкт латинізованої чеченської абетки, але тоді його відкинули прихильники арабського письма. У 1923 році на латинську абетку перейшли інгуші, мова яких близька до чеченської. Однак в Чечні латинізація зустріла опір з боку духовенства та інших прихильників арабського письма. Втім у 1925 році було офіційно затверджено чеченську латинську абетку, яку уклав Халід Ошаєв. Ця абетка мала такий вигляд:
| A a | Ä ä   | B b | C c | Č č   | Ch ch | Čh čh | D d | E e | F f |
| G g | Gh gh | H h | I i | J j   | K k   | Kh kh | L l | M m | N n |
| Ŋ ŋ | O o   | Ö ö | P p | Ph ph | Q q   | Qh qh | R r | S s | Š š |
| T t | Th th | U u | Ü ü | V v   | X x   | X̌ x̌   | Y y | Z z | Ž ž |

11-17 липня 1928 року у Владикавказі пройшла конференція з питання уніфікації чеченського та інгуського алфавітів. За підсумками обговорення було вирішено внести до чеченської абетки низку змін: замінити букву X̌ x̌ на Ꜧ ꜧ, Ä ä на Ea ea, Ö ö на Eo eo, Ü ü на Eu eu, а також виключити з абетки букву Ŋ ŋ.
Однак де-факто уніфікація чеченської і інгуської абеток відбулася пізніше, в 1934 році, до того ж в скороченому варіанті. Було проведено лише заміну X̌ x̌ на Ꜧ ꜧ і виключено Ŋ ŋ. У такому вигляді абетка продовжувала функціонувати до 1938 року.

### Сучасна кирилиця (з 1938)

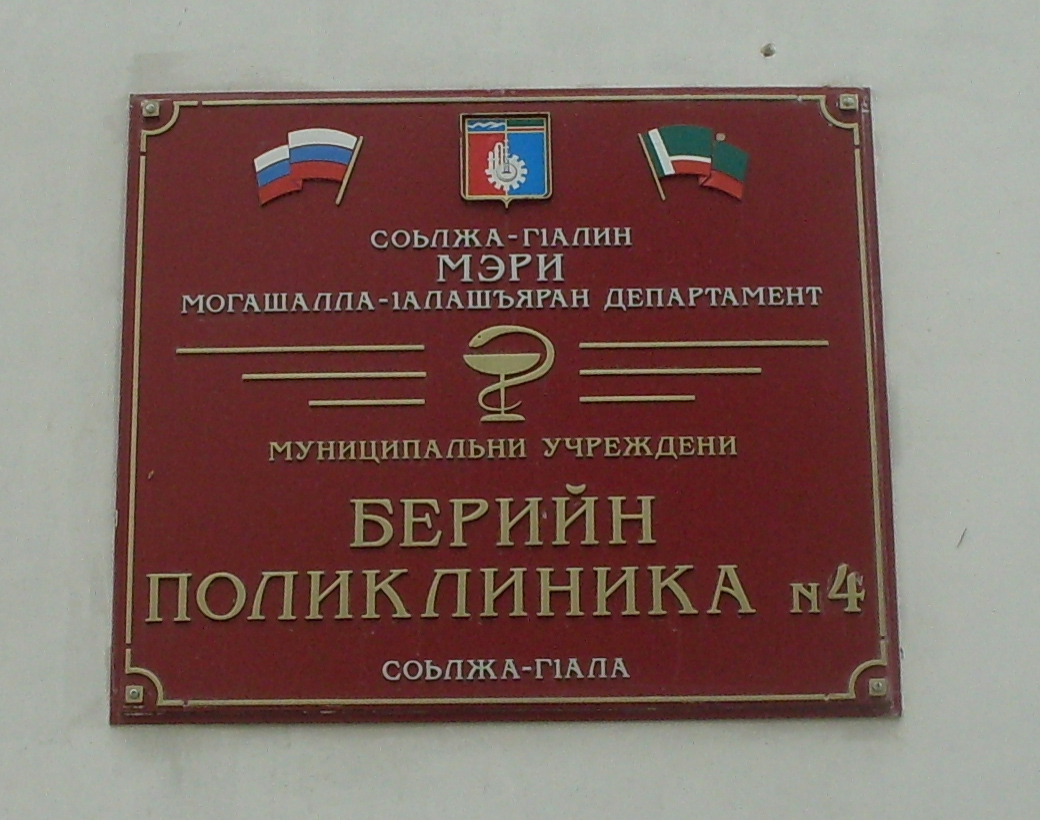
Сучасна чеченська кирилиця у вжитку: табличка на поліклініці в Грозному

У 1938 році в ході процесу переведення писемностей народів СРСР на кирилицю Микола Яковлєв уклав чеченську кириличну абетку, що функціонує донині. Її характерною рисою (як і багатьох інших кавказьких мов Росії) є наявність особливої літери — «палички» Ӏ ӏ. Її вживають як окремо, так і у диграфах. Через труднощі з набором «палички» на практиці її часто замінюють латинською I або цифрою 1 (у неформальному стилі).
Сучасна чеченська абетка має такий вигляд:
| А а   | Аь аь | Б б   | В в   | Г г   | ГӀ гӀ | Д д   | Е е   | Ё ё | Ж ж   |
| З з   | И и   | Й й   | К к   | Кх кх | Къ къ | КӀ кӀ | Л л   | М м | Н н   |
| О о   | Оь оь | П п   | ПӀ пӀ | Р р   | С с   | Т т   | ТӀ тӀ | У у | Уь уь |
| Ф ф   | Х х   | Хь хь | ХӀ хӀ | Ц ц   | ЦӀ цӀ | Ч ч   | ЧӀ чӀ | Ш ш | Щ щ   |
| (Ъ) ъ | (Ы) ы | (Ь) ь | Э э   | Ю ю   | Юь юь | Я я   | Яь яь | Ӏ Ӏ |       |

Сучасна чеченська абетка досить добре відображає фонетичну структуру чеченської мови, але в той же час має низку недоліків. Так, деякі фахівці пропонують виключити з чеченського алфавіту літери е, ё, ю, юь, я, яь, замінивши їх на йэ, йо, йу, йуь, йа, йаь відповідно. Також були пропозиції виключити з абетки літери ф, щ. Інша пропозиція стосується позначення довгих голосних, яке можна реалізувати або через подвоєння літери, або через проставляння макрона над нею.

### Друга латинка (1991-2000)

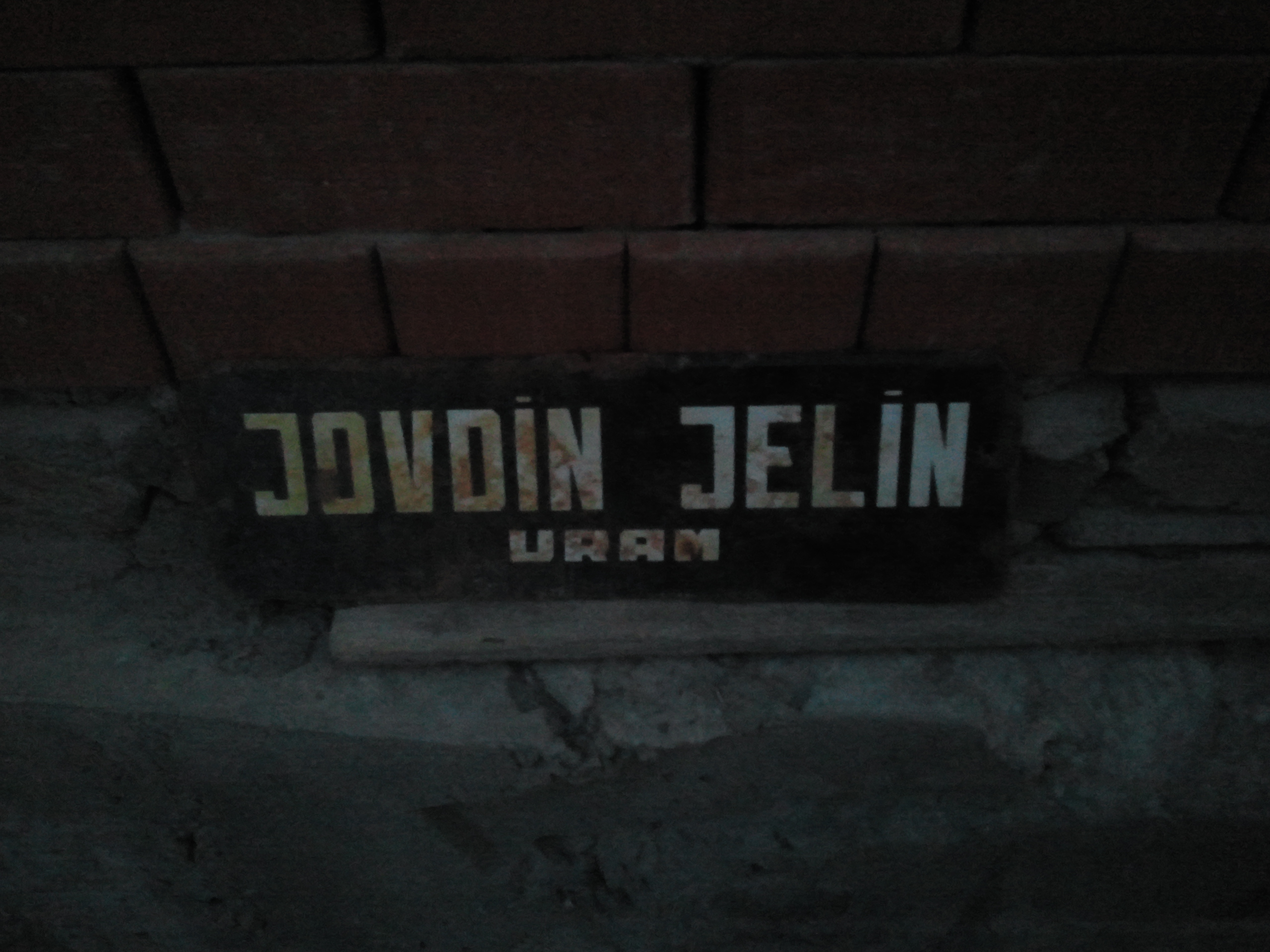
Назва однієї з вулиць села Цоці-Юрт чеченською латинкою, 1992 рік

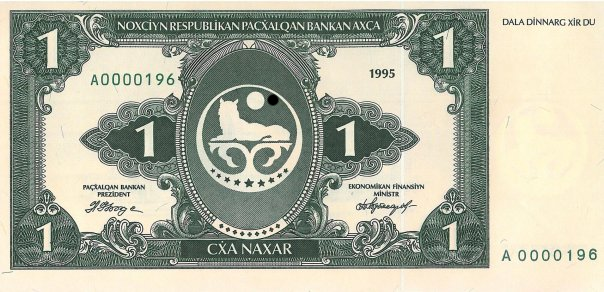
Чеченська латинка на банкноті в один нахар (де-юре валюта ЧРІ).

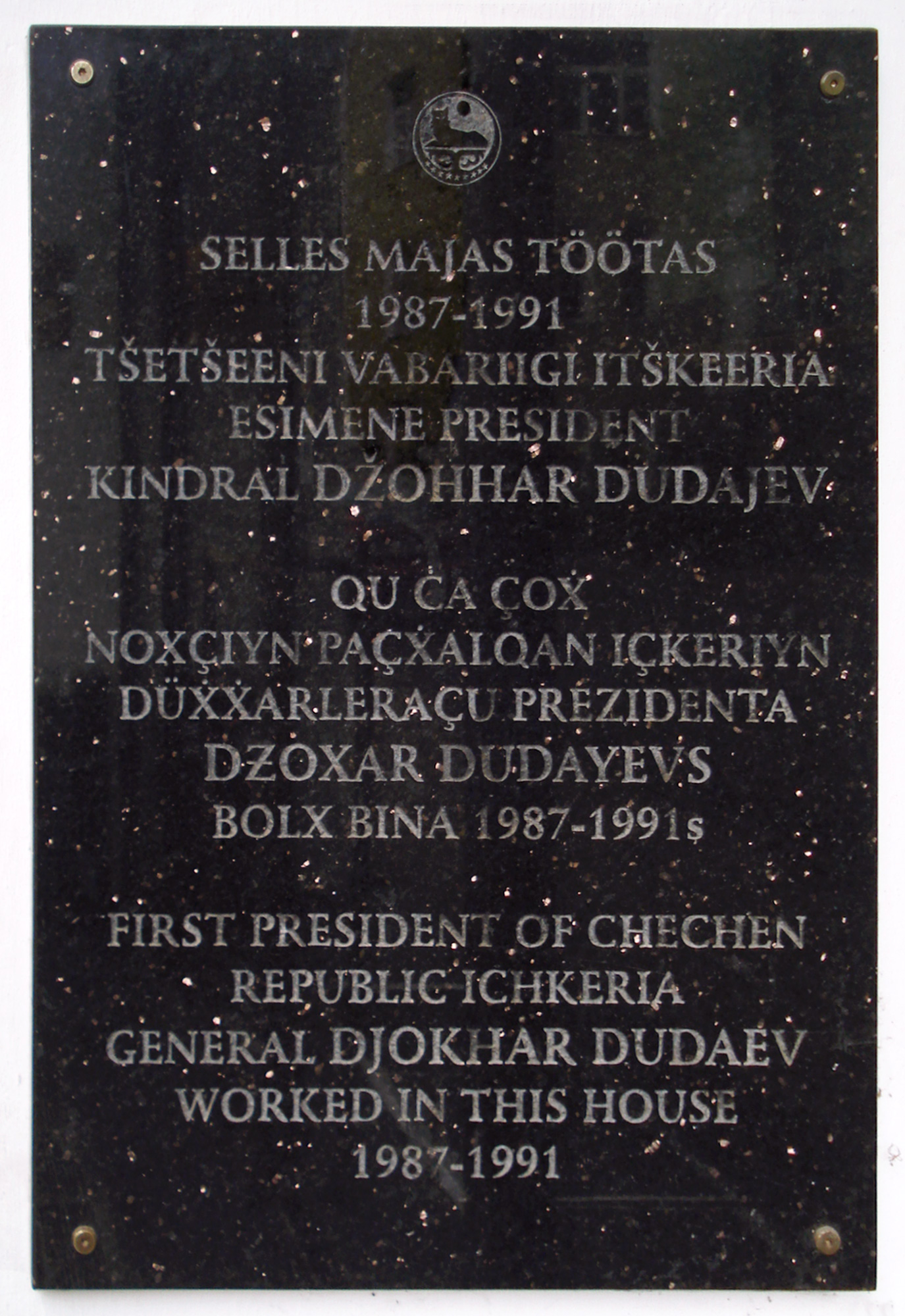
Меморіальна таблиця в Таллінні, присвячена Джохару Дудаєву. Абзац посередині написано чеченською латинкою 1990-их років.

1 листопада 1991 року в односторонньому порядку було проголошено незалежність Чеченської Республіки Ічкерія. Наступного дня парламент ЧРІ прийняв закон «Про повернення чеченському народу латинської графіки». Нову латинську абетку розробили Каті Чокаєв та Зулай Хамідова. Вона не проходила експертизи, деякі чеченські фахівці (наприклад, Юнус Дешерієв) були проти її впровадження. Фактично використання нової абетки обмежилося офіційними вивісками і бланками; у всіх інших сферах продовжували використовувати кириличну абетку. Після відновлення контролю Росії над Чечнею у 2000 році використання латинки згорнули.
Латинська абетка 1990-х мала такий вигляд:
| A a | Ä ä | B b | C c | Ċ ċ | Ç ç | Ç̇ ç̇ | D d |
| E e | F f | G g | Ġ ġ | H h | X x | Ẋ ẋ | I i |
| J j | K k | K̇ k̇ | L l | M m | N n | Ŋ ŋ | O o |
| Ö ö | P p | Ṗ ṗ | Q q | Q̇ q̇ | R r | S s | Ş ş |
| T t | Ṫ ṫ | U u | Ü ü | V v | Y y | Z z | Ƶ ƶ |
| Ə ə |     |     |     |     |     |     |     |

Цей алфавіт використовується в розмовнику і граматиці чеченської мови, які уклав Ніколас Од (Awde, Nicholas and Muhammad Galaev (1996) Chechen Dictionary and Phrasebook), а також у словнику, випущеному в Анкарі в 2003 році.
На практиці використовувався також альтернативний варіант латинки:
| A a | Ä ä | B b | C c | C̣ c̣ | Č č | Č̣ č̣ | D d |
| E e | F f | G g | Ɣ ɣ | H h | X x | X̌ x̌ | I i |
| J j | K k | Ǩ ǩ | L l | M m | N n | N̂ n̂ | O o |
| Ö ö | P p | P̌ p̌ | Q q | Q̌ q̌ | R r | S s | Š š |
| T t | Ť t̆ | U u | Ü ü | V v | Y y | Z z | Ž ž |
| Ə ə | Ə̌ ə̌ | Ʒ ʒ | Ǯ ǯ |     |     |     |     |

2011 року у Франції прихильники ЧРІ уклали новий варіант чеченської латинської абетки. Нею було випущено буквар і підготовлено інші видання. Абетка має такий вигляд: A a, Ae ae, B b, C c, C' c', Ch ch, Ch' ch', D d, E e, F f, G g, Gh gh, H h, ', I i, J j, K k, K' k', L l, M m, N n, O o, Oe oe, P p, P' p', Q q, Qh qh, R r, S s, Sh sh, T t, T' t', U u, Ue ue, V v, W w, X x, Y y, Z z, Zh zh.

## Таблиця відповідності абеток
| Сучасна кирилиця | Назва літери  | Латинка 1992—2000 | Латинка 1925—1938 | Арабиця 1922—1925 | Кирилиця Услара | МФА                   |
| ---------------- | ------------- | ----------------- | ----------------- | ----------------- | --------------- | --------------------- |
| А а              | а             | A a, Ə ə          | A a               | آ                 | а               | /ə/, /ɑː/             |
| Аь аь            | аь            | Ä ä               | Ä ä               | ا                 |                 | /æ/, /æː/             |
| Б б              | бэ            | B b               | B b               | ب                 | б               | /b/                   |
| В в              | вэ            | V v               | V v               | و                 | в               | /v/                   |
| Г г              | гэ            | G g               | G g               | گ                 | г               | /g/                   |
| ГӀ гӀ            | гӀа           | Ġ ġ               | Gh gh             | غ                 | г̧               | /ɣ/                   |
| Д д              | дэ            | D d               | D d               | د                 | д               | /d/                   |
| Е е              | е             | E e, Ie ie, Ye ye | E e, Je je        | ە                 | е               | /e/, /ɛː/, /je/, /ie/ |
| Ё ё              | ё             | Yo yo             |                   |                   |                 | /jo/                  |
| Ж ж              | жэ            | Ƶ ƶ               | Ž ž               | ج                 | ж               | /ʒ/, /dʒ/             |
| З з              | зэ            | Z z               | Z z               | ز                 | з               | /z/, /dz/             |
| И и              | и             | I i               | I i               | اى                | і               | /ɪ/                   |
| Й й              | доца и        | Y y               | J j               | ی                 | ј               | /j/                   |
| К к              | ка            | K k               | K k               | ک                 | к               | /k/                   |
| Кх кх            | кха           | Q q               | Q q               | ڤ                 | k               | /q/                   |
| Къ къ            | къа           | Q̇ q̇               | Qh qh             | ق                 | q               | /qʼ/                  |
| КӀ кӀ            | кӀа           | Kh kh             | Kh kh             | ࢰ                 | к̧               | /kʼ/                  |
| Л л              | эл            | L l               | L l               | ل                 | л               | /l/                   |
| М м              | эм            | M m               | M m               | م                 | м               | /m/                   |
| Н н              | эн            | N n, Ŋ ŋ          | N n, Ŋ ŋ          | ن                 | н, н̧            | /n/, /ŋ/              |
| О о              | о             | O o, Uo uo        | O o               | او̃                | о               | /o/, /ɔː/, /wo/, /uo/ |
| Оь оь            | оь            | Ö ö               | Ö ö               | يۇ                |                 | /ɥø/, /yø/            |
| П п              | пэ            | P p               | P p               | ف                 | п               | /p/                   |
| ПӀ пӀ            | пӀа           | Ph ph             | Ph ph             | ڥ                 | п̧               | /pʼ/                  |
| Р р              | эр            | R r               | R r               | ر                 | р               | /r/                   |
| С с              | эс            | S s               | S s               | س                 | с               | /s/                   |
| Т т              | тэ            | T t               | T t               | ت                 | т               | /t/                   |
| ТӀ тӀ            | тӀа           | Th th             | Th th             | ط                 | т̧               | /tʼ/                  |
| У у              | у             | U u               | U u               | او                | у               | /uʊ/                  |
| Уь уь            | уь            | Ü ü               | Ü ü               | ۇ                 |                 | /y/                   |
| Ф ф              | эф            | F f               | F f               | ف                 |                 | /f/                   |
| Х х              | ха            | X x               | X x               | خ                 | х               | /x/                   |
| Хь хь            | хьа           | Ẋ ẋ               | X̌ x̌               | ح                 | х̀               | /ʜ/                   |
| ХӀ хӀ            | хӀа           | H h               | H h               | ھ                 | һ               | /h/                   |
| Ц ц              | цэ            | C c               | C c               | ﮃ                 | ц               | /ts/                  |
| ЦӀ цӀ            | цӀа           | Ċ ċ               | Ch ch             | ڗ                 | წ               | /tsʼ/                 |
| Ч ч              | чэ            | Ç ç               | Č č               | چ                 | ч               | /tʃ/                  |
| ЧӀ чӀ            | чӀа           | Ç̇ ç̇               | Čh čh             | ݗ                 | ჭ               | /tʃʼ/                 |
| Ш ш              | ша            | Ş ş               | Š š               | ش                 | ш               | /ʃ/                   |
| Щ щ              | ща            | Şç şç             | Šč šč             |                   |                 |                       |
| Ъ ъ              | чӀогӀа хьаьрк | '                 |                   |                   |                 | /ʔ/                   |
| Ы ы              | ы             | i                 |                   |                   |                 |                       |
| Ь ь              | кӀеда хьаьрк  |                   |                   |                   |                 |                       |
| Э э              | э             | E e               | E e               | اە                |                 | /e/                   |
| Ю ю              | ю             | Yu yu             | Ju ju             |                   |                 | /ju/                  |
| Юь юь            | юь            | Yü yü             | Jü jü             |                   |                 | /jy/                  |
| Я я              | я             | Ya ya             | Ja ja             |                   |                 | /ja/                  |
| Яь яь            | яь            | Yä yä             | Jä jä             |                   |                 | /jæ/                  |
| Ӏ                | Ӏа            | J j               | Y y               | ع                 | ꜧ               | /ʡ/, /ˤ/              |